# Bromus japonicus
Bromus japonicus là một loài thực vật có hoa trong họ Hòa thảo. Loài này được Thunb. mô tả khoa học đầu tiên năm 1784.

## Hình ảnh

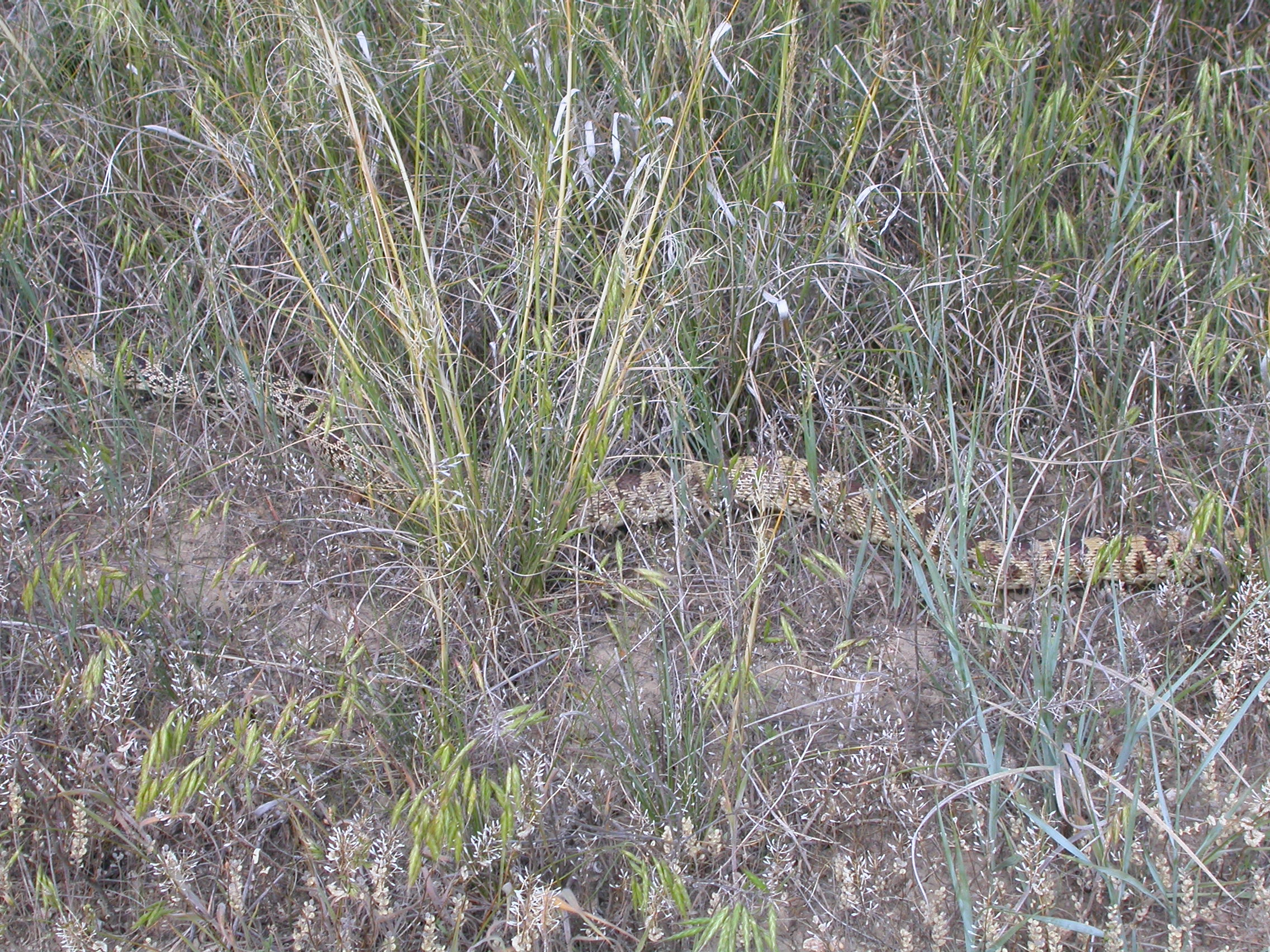
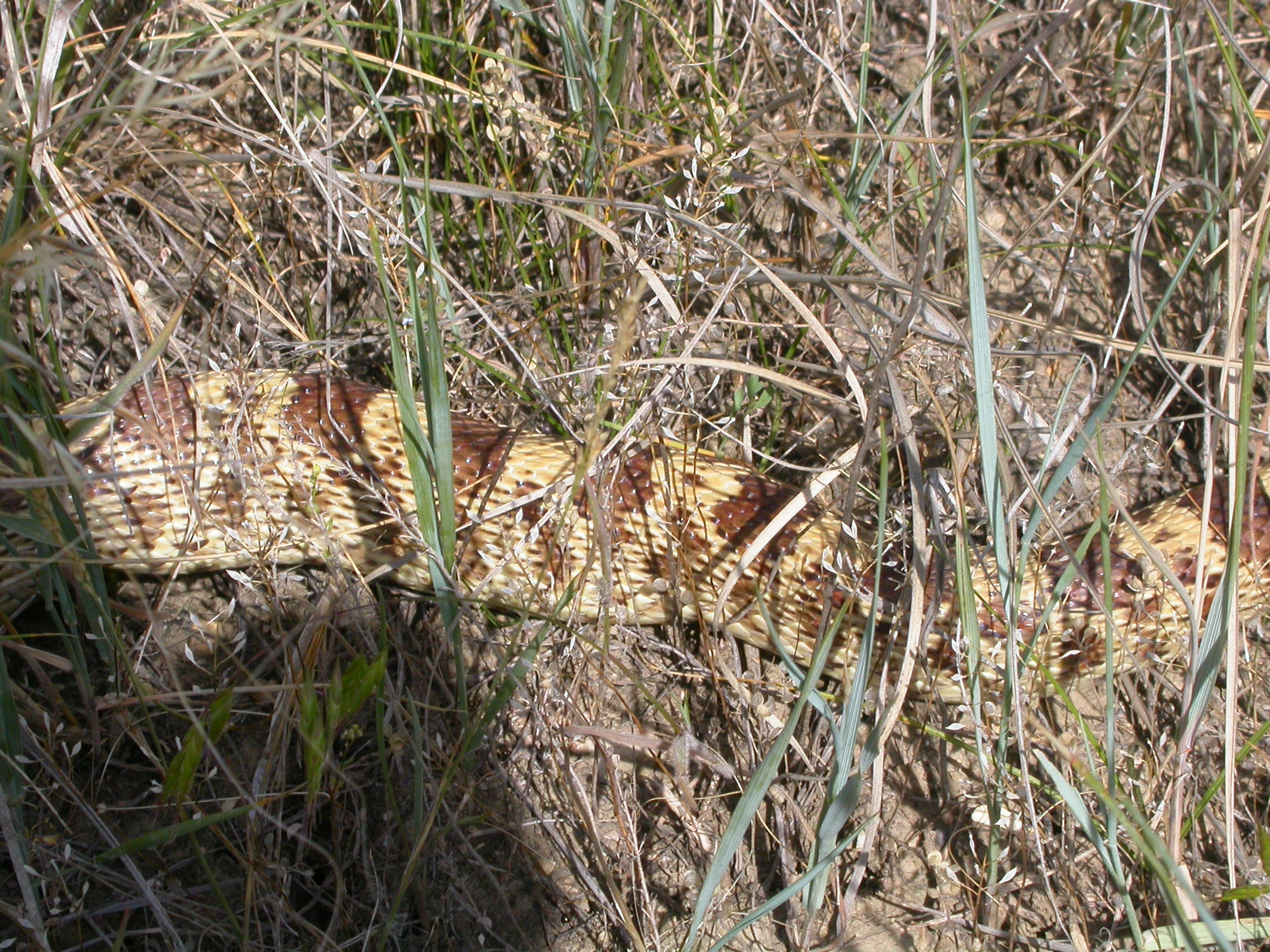
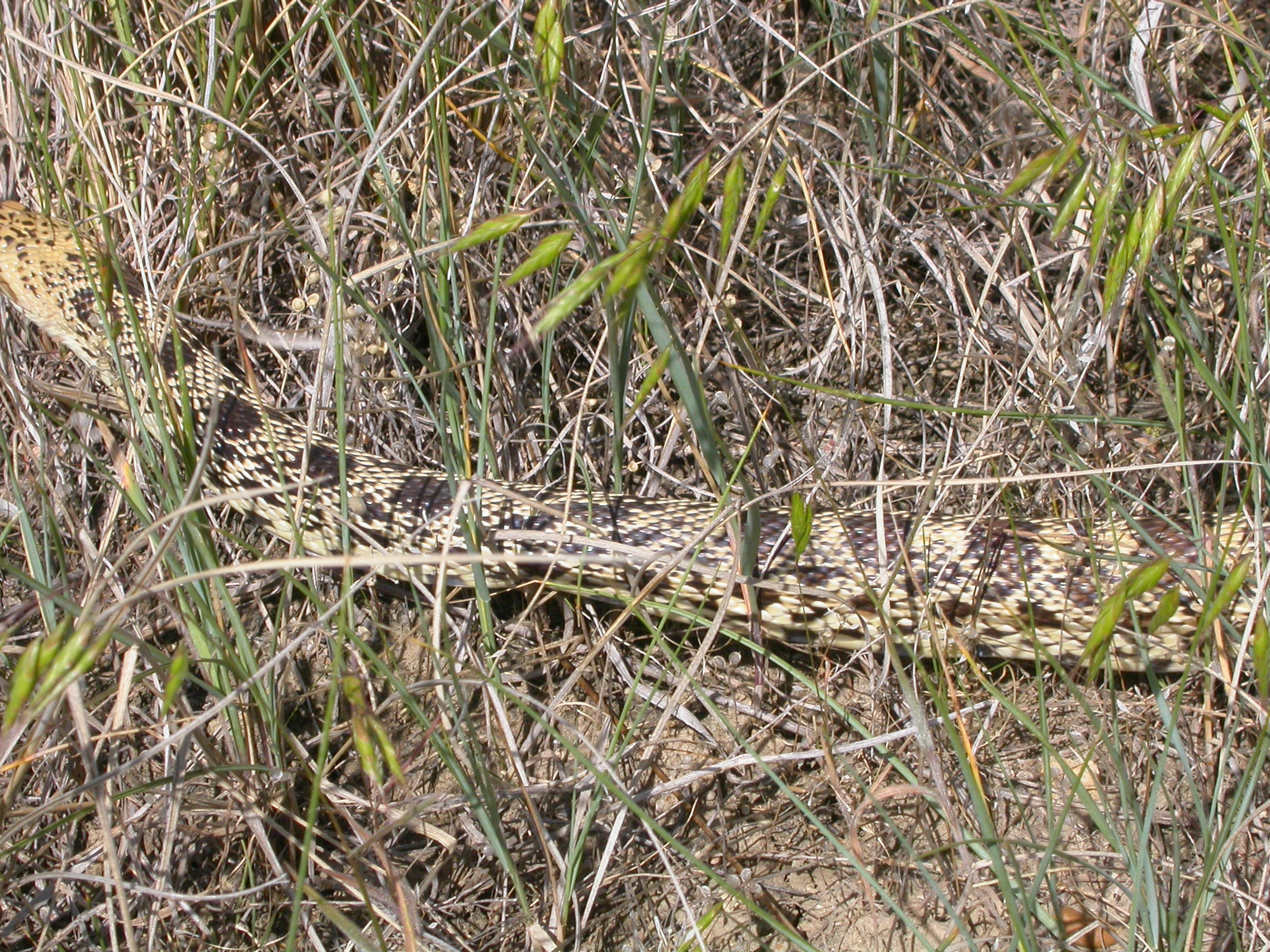
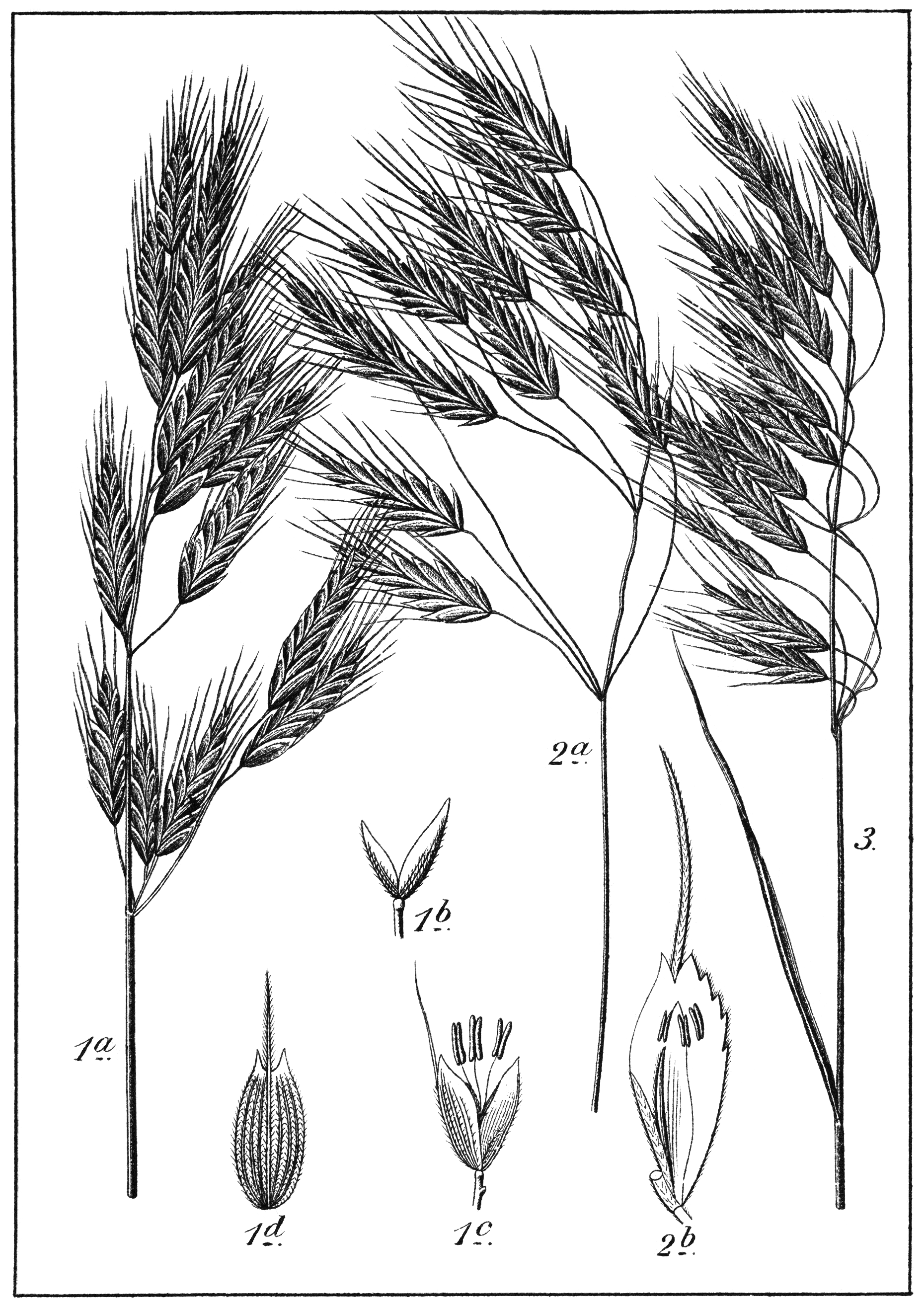